# Han Ye-seul
Han Ye-seul (hangul: 한예슬) es una actriz y modelo surcoreana.

## Biografía
Asistió al "Cerritos High School" en los Estados Unidos de donde se graduó con un título en gráficos por computadora.
Habla con fluidez el idioma inglés.
En el 2004 renunció a su ciudadanía estadounidense y se convirtió en ciudadana surcoreana.
En mayo del 2013 comenzó a salir con el productor y rapero Teddy Park, pero la relación terminó el 24 de octubre de 2016.
En abril del 2018 reveló que se había sometido a una cirugía para extirpar un lipoma, sin embargo durante el procedimiento se produjo una quemadura bastante grave; debido a que el hospital no había ofrecido ninguna compensación ni una discusión sobre la negligencia médica, había decidido compartir la historia junto con fotografías de la seriedad de la quemadura en redes sociales lo que generó una gran controversia, posteriormente el hospital se hizo responsable del mal procedimiento.
En mayo de 2021 anunció que estaba saliendo con un actor de teatro Ryu Sung-jae, quien es 10 años más joven que ella.

## Carrera
Desde 2018 es miembro de la agencia Partners Park. Previamente formó parte de la agencia KeyEast del 2014 hasta el 2018. y de la agencia "SidusHQ".
En 2001 comenzó su carrera como modelo en Corea del Sur después de ganar el "Supermodel Contest" de la SBS
En el 2003 hizo su debut como actriz en la comedia Nonstop 4.
El 31 de octubre de 2004 se unió como presentadora del programa de música Inkigayo junto a Kim Dong-wan, donde formaron parte hasta el 5 de junio de 2005.
En 2005 se unió al elenco de la serie That Summer's Typhoon donde interpretó a Han Eun-bi, la hija de la famosa actriz Jeong Mi-ryeong y del director Han Gwang-seok.
En octubre del 2006 se unió al elenco principal de la serie Couple or Trouble donde dio vida a Anna Jo, una ruda, malcriada y arrogante heredera imposible de complacer, quien luego de tener una pelea con Billy Park, cae en un profundo caso de amnesia y termina con el nombre de Na Sang-shil.
El 2 de diciembre de 2009 se unió al elenco principal de la serie Will It Snow for Christmas? donde interpretó a Han Ji-wan, una mujer alegre, e hija de un reconocido médico oriental que tiene una clínica en el campo, que siempre es comparada con su inteligente hermano mayor y menospreciada por su madre, hasta el final de la serie el 28 de enero de 2010. La actriz Nam Ji-hyun interpretó el papel de Ji-wan de adolescente.
En julio del 2011 se unió al elenco principal de la serie Spy Myung-wol donde interpretó a Han Myung-wol, una agente norcoreana que se infiltra en Corea del Sur para secuestrar a la estrella hallyu Kang Woo (Eric Mun), hasta el final de la serie en septiembre del mismo año.
El 1 de noviembre de 2014 se unió al elenco principal de la serie Birth of a Beauty donde dio vida a Sa Geum-ran, una mujer amorosa pero con sobrepeso que es maltratada por su esposo y su familia política, y quien después de sufrir un accidente decide vengarse y luego de hacer dietas y someterse a cirugía se convierte en una hermosa mujer y se hace llamar "Sara", hasta el final de la serie el 11 de enero de 2015.
Ese mismo mes apareció como invitada en el popular programa de variedades surcoreano Running Man donde formó parte del equipo "Red/White Knight Team".
El 22 de enero de 2016 se unió al elenco principal de la serie Madame Antoine: The Love Therapist donde dio vida a Go Hye-rim, la dueña de un famoso café llamado "Madame Antoine" y una hábil lectora psicológica con una habilidad única para entender a las personas, hasta el final de la serie el 12 de marzo del mismo año.
El 9 de octubre de 2017 se unió al elenco principal de la serie 20th Century Boy and Girl donde interpretó a Sa Jin-jin, una ex-idol que se convierte en actriz, hasta el final de la serie el 28 de noviembre de 2017.
El 6 de mayo de 2019 se unió al elenco principal de la serie Big Issue donde dio vida a Ji Soo-hyun, una feroz editora que atrapa a los mayores escándalos de celebridades usando su amplia red y talento, hasta el final de la serie el 2 de mayo del mismo año.
En mayo de 2021 se confirmó que se había unido al elenco principal de la serie Goodbye Romance donde interpretará a Joo Chan-hee, una mujer que se preocupa por las citas y el matrimonio.

## Filmografía

### Series de televisión
| Año             | Título                             | Personaje              | Notas        |
| --------------- | ---------------------------------- | ---------------------- | ------------ |
| 2021 - presente | Goodbye Romance                    | Joo Chan-hee           |              |
| 2019            | Big Issue                          | Ji Soo-hyun            | 32 episodios |
| 2017            | 20th Century Boy and Girl          | Sa Jin-jin             | 32 episodios |
| 2016            | Madame Antoine: The Love Therapist | Go Hye-rim             | 16 episodios |
| 2014 - 2015     | Birth of a Beauty                  | Sara / Sa Geum-ran     | 21 episodios |
| 2011            | Spy Myung-wol                      | Han Myung-wol          | 18 episodios |
| 2009 - 2010     | Will It Snow for Christmas?        | Han Ji-wan             | 16 episodios |
| 2008            | Tazza                              | Lee Nan-sook / Mi-na   | 18 episodios |
| 2006            | Couple or Trouble                  | Anna Jo / Na Sang-shil | 16 episodios |
| 2005            | That Summer's Typhoon              | Han Eun-bi             | 30 episodios |
| 2004            | Nonstop 5                          | Han Ye-seul            |              |
| 2004            | Forbidden Love                     | Chae-yi                |              |
| 2003            | Breathless                         | -                      |              |
| 2003            | Nonstop 4                          | Han Ye-seul            |              |

### Películas
| Año  | Título              | Personaje                | Notas                                                           |
| ---- | ------------------- | ------------------------ | --------------------------------------------------------------- |
| 2012 | The Dog             | -                        | junto a Uhm Tae-woong                                           |
| 2011 | Penny Pinchers      | Gu Hong-sil              | junto a Song Joong-ki, Shin So-yul, Lee Sang-yeob y Lee Jae-won |
| 2009 | Monsters vs. Aliens | Susan Murphy / Ginormica | (doblaje coreano)                                               |
| 2007 | Miss Gold Digger    | Shin Mi-soo              | junto a Lee Jong-hyuk, Kwon Oh-joong, Kim In-kwon y Son Hoyoung |

### Programas de variedades
| Año  | Programa                             | Notas               |
| ---- | ------------------------------------ | ------------------- |
| 2019 | My Little Old Boy (My Ugly Duckling) | invitada            |
| 2014 | Running Man                          | Ep. #219 - invitada |
| 2007 | She's Olive: Han Ye-seul in L.A.     |                     |

### Videos musicales
| Año  | Artista  | Canción     | Notas                        |
| ---- | -------- | ----------- | ---------------------------- |
| 2010 | Rain     | "Love Song" | apareció en el video musical |
| 2003 | Wheesung | "With Me"   | apareció en el video musical |

### Presentadora
| Año         | Eventos                 | Notas                     |
| ----------- | ----------------------- | ------------------------- |
| 2020        | 34.º Golden Disc Awards | presentadora de categoría |
| 2010        | 4.º Asian Film Awards   | junto a Angela Chow       |
| 2009        | 46.º Grand Bell Awards  | junto a Choi Ki-hwan      |
| 2008        | 2008 Premios SBS Drama  | junto a Ryu Si-won        |
| 2006        | 2006 Premios MBC Drama  |                           |
| 2004 - 2005 | Inkigayo                | junto a Kim Dong-wan      |
| 2004 - 2005 | Section TV              |                           |
| 2004        | MBC Gayo Daejejeon      |                           |

### Anuncios
| Año       | Título                                                          | Notas                                                   |
| --------- | --------------------------------------------------------------- | ------------------------------------------------------- |
| 2011 2009 | Cafe Bene                                                       | junto a Song Seung-heon -                               |
| 2010      | Bob                                                             |                                                         |
| 2009      | The Presidential Race Casting C1                                |                                                         |
| 2009      | Vitamin Water V12 CF                                            |                                                         |
| 2009      | Domino's Pizza- Hola Spain                                      |                                                         |
| 2009      | LG Electronics Whisen Air                                       |                                                         |
| 2007      | Sinyoungwakoru                                                  |                                                         |
| 2007      | Doosan                                                          |                                                         |
| 2007      | Body Fit CF #2                                                  |                                                         |
| 2007      | Green Tea a Day                                                 |                                                         |
| -         | LG Household & Health Double Rich                               |                                                         |
| -         | Venus V Catch CF Venus Wanna V CF Venus Shine V CF              |                                                         |
| -         | Clarins                                                         |                                                         |
| -         | Motorola Mobile Phones                                          |                                                         |
| -         | Pizza Hut CF #4 Pizza Hut CF #3 Pizza Hut CF #2 Pizza Hut CF #1 | junto a Jo Han-sun junto a Lee Wan junto a Jo Han-sun - |
| -         | Lotte Ice Cream                                                 |                                                         |
| -         | Kenox CF #2 Kenox CF #1                                         |                                                         |
| -         | Healthy Oligo CF                                                |                                                         |

## Premios y nominaciones
| Año  | Categoría                                             | Premio                           | Series / Películas                 | Resultado |
| ---- | ----------------------------------------------------- | -------------------------------- | ---------------------------------- | --------- |
| 2016 | Top Excellence Award, Actress                         | 9.º Korea Drama Award            | Madame Antoine: The Love Therapist | Nominada  |
| 2015 | Best Global Actress in a TV series                    | 15.º Huading Award               | Birth of a Beauty                  | Ganó      |
| 2014 | Mejor pareja (junto a Joo Sang-wook)                  | SBS Drama Award                  | Birth of a Beauty                  | Ganaron   |
| 2014 | Top 10 Stars                                          | SBS Drama Award                  | Birth of a Beauty                  | Ganó      |
| 2014 | Excellence Award, Actress in a Drama Special          | SBS Drama Award                  | Birth of a Beauty                  | Ganó      |
| 2009 | Mejor actriz (TV)                                     | 45.º Premios Baeksang Arts       | Tazza                              | Nominada  |
| 2008 | Top 10 Stars                                          | SBS Drama Award                  | Tazza                              | Ganó      |
| 2008 | Excellence Award, Actress in a Special Planning Drama | SBS Drama Award                  | Tazza                              | Ganó      |
| 2008 | Mejor actriz revelación                               | 7.º Korean Film Award            | Miss Gold Digger                   | Nominada  |
| 2008 | Mejor actriz revelación                               | 31.º Golden Cinematography Award | Miss Gold Digger                   | Ganó      |
| 2008 | Mejor actriz revelación                               | 29.º Blue Dragon Film Award      | Miss Gold Digger                   | Ganó      |
| 2008 | BMW Popularity Award, Actress                         | 45.º Grand Bell Award            | Miss Gold Digger                   | Ganó      |
| 2008 | Mejor actriz revelación                               | 45.º Grand Bell Award            | Miss Gold Digger                   | Ganó      |
| 2008 | Mejor actriz revelación (Film)                        | 44.º Premios Baeksang Arts       | Miss Gold Digger                   | Ganó      |
| 2008 | Model Star Award                                      | 3.º Asia Model Festival Award    | -                                  | Ganó      |
| 2007 | Most Popular Actress (TV)                             | 43.º Premios Baeksang Arts       | Couple or Trouble                  | Ganó      |
| 2007 | Mejor actriz (TV)                                     | 43.º Premios Baeksang Arts       | Couple or Trouble                  | Nominada  |
| 2006 | Mejor pareja (junto a Oh Ji-ho)                       | MBC Drama Award                  | Couple or Trouble                  | Ganaron   |
| 2006 | Popularity Award, Actress                             | MBC Drama Award                  | Couple or Trouble                  | Ganó      |
| 2006 | Excellence Award, Actress                             | MBC Drama Award                  | Couple or Trouble                  | Ganó      |
| 2004 | Top Excellence Award, Actress in a Sitcom/Comedy      | MBC Entertainment Award          | Nonstop 4                          | Ganó      |
| 2004 | Mejor banda sonora original                           | 6.º Mnet Asian Music Award       | "You Are Different" - Nonstop 4    | Nominada  |
| 2001 | Juliet Award                                          | SBS Supermodel Contest           | -                                  | Ganó      |